# Моро, Эжезип
Эжезип Моро (фр. Hégésippe Moreau; 1810—1838) — псевдоним Пьера Жака Руйо (Pierre-Jacques Rouillot), одного из ранних французских рабочих-поэтов времён Июльской монархии.
Жил и умер в крайней бедности. Его стихи полны идиллической грации и свежести, с глубоким меланхолическим оттенком. Единственный его сборник стихотворений, «Myosotis», дает, однако, мало законченного. Сент-Бев справедливо отмечает в ямбах Моро подражание Шенье, в сатире — подражание Бартелеми, в песнях — Беранже. Пять прозаических повестей Моро — образцы изящной прозы с трогательными и наивными сюжетами в духе Шарля Нодье («Gui de chêne», «Souris blanche», «Petits souliers», «Thérèse Sureau» и «Neveu de la fruitière»).